# Microsoft Office 2016
Microsoft Office 2016 − wersja pakietu biurowego Microsoft Office, następca Microsoft Office 2013. Premiera finalnej wersji pakietu odbyła się 22 września 2015 roku. Następcą Office 2016 jest Microsoft Office 2019.
Pakiet obejmuje programy Word, Excel, PowerPoint, Publisher, OneNote, Outlook, Access.

## Historia
5 maja 2015 ukazała się pierwsza wersja testowa produktu, którą można pobrać z oficjalnej strony Microsoft Office. 9 lipca 2015 w warszawskiej siedzibie Microsoftu odbyła się konferencja, na której oficjalnie zaprezentowano finalną wersję Office 2016 dla komputerów Mac.
22 września 2015 odbyła się premiera MS Office 2016 dla subskrybentów pakietu Office 365. Zakończenie wsparcia podstawowego było 13 października 2020 a wsparcia rozszerzonego nastąpi 14 października 2025.

## Innowacje
Aplikacje Office 2016 mają bezpośredni dostęp do plików w chmurze OneDrive, możliwość z ich poziomu tworzenia, edytowania i zapisywania dokumentów. Możliwość podglądu edycji na żywo, edytowany pliki w programie Word zespołowo, aplikacja wyświetla w czasie rzeczywistym miejsce, które jest akurat edytowane przez inną osobę. Na początku opcja będzie dostępna dla subskrybentów OneDrive. Microsoft uprościł proces współdzielenia plików. Po kliknięciu przycisku Share na wstążce dokument zostanie automatycznie udostępniony w chmurze.

## Wymagania systemowe
Zalecane:
- Procesor: x86 lub 64-bitowy o częstotliwości 1 GHz lub szybszy z zestawem instrukcji SSE2.
- 1 GB pamięci RAM (wersja 32-bitowa); 2 GB pamięci RAM (wersja 64-bitowa).
- 3 GB wolnego miejsca na dysku twardym lub pamięci flash.
- Ekran o rozdzielczości co najmniej 1024 × 768 pikseli.
- Aby zainstalować oprogramowanie, na dysku nie może się znajdować wcześniejsza wersja programu.
- W pakiecie można się zalogować, wykorzystując subskrypcję Office 365.
- System operacyjny: Windows 7, Windows 8, Windows 10, Windows Server 2008 R2 z programem Microsoft .NET Framework 3.5 lub nowszym.